# Арделуца
Арделуца (рум. Ardeluța) — село у повіті Нямц в Румунії. Входить до складу комуни Таркеу.
Село розташоване на відстані 254 км на північ від Бухареста, 26 км на південний захід від П'ятра-Нямца, 116 км на південний захід від Ясс, 127 км на північ від Брашова.

## Населення
За даними перепису населення 2002 року у селі проживала 31 особа, усі — румуни. Усі жителі села рідною мовою назвали румунську.